# Capelle-lès-Hesdin

Capelle-lès-Hesdin este o comună în departamentul Pas-de-Calais, Franța. În 1 ianuarie 2022 avea o populație de 491 de locuitori.